# Wyspy Australii
Wyspy Australii pogrupowane na stany i regiony Australii.
Australia posiada 8222 wysp w obrębie jej granic morskich. 

## Największe wyspy
Wyspy większe niż 1,000 km²:
- Tasmania 64519 km²;
- Wyspa Melville’a, Terytorium Północne, 5786 km²,
- Wyspa Kangura, Australia Południowa, 4416 km²,
- Groote Eylandt, Terytorium Północne, 2285 km²,
- Wyspa Bathursta, Terytorium Północne, 1693 km²,
- Wielka Wyspa Piaszczysta, Queensland, 1653 km²,
- Wyspa Flindersa, Tasmania, 1359 km²,
- Wyspa Kinga, Tasmania, 1091 km²,
- Wyspa Mornington, Queensland, 1002 km².

## Nowa Południowa Walia
- Wyspy Torres Strait
- Bare Island
- Bird Island
- Boondelbah Island
- Broughton Island
- Broulee Island
- Cabbage Tree Island
- Chatsworth Island
- Clark Island, w Zatoce Sydney
- Cockatoo Island, w Zatoce Sydney
- Cook Island
- Dangar Island
- Dumaresq Island
- Darling Island
- Esk Island
- Fatima Island

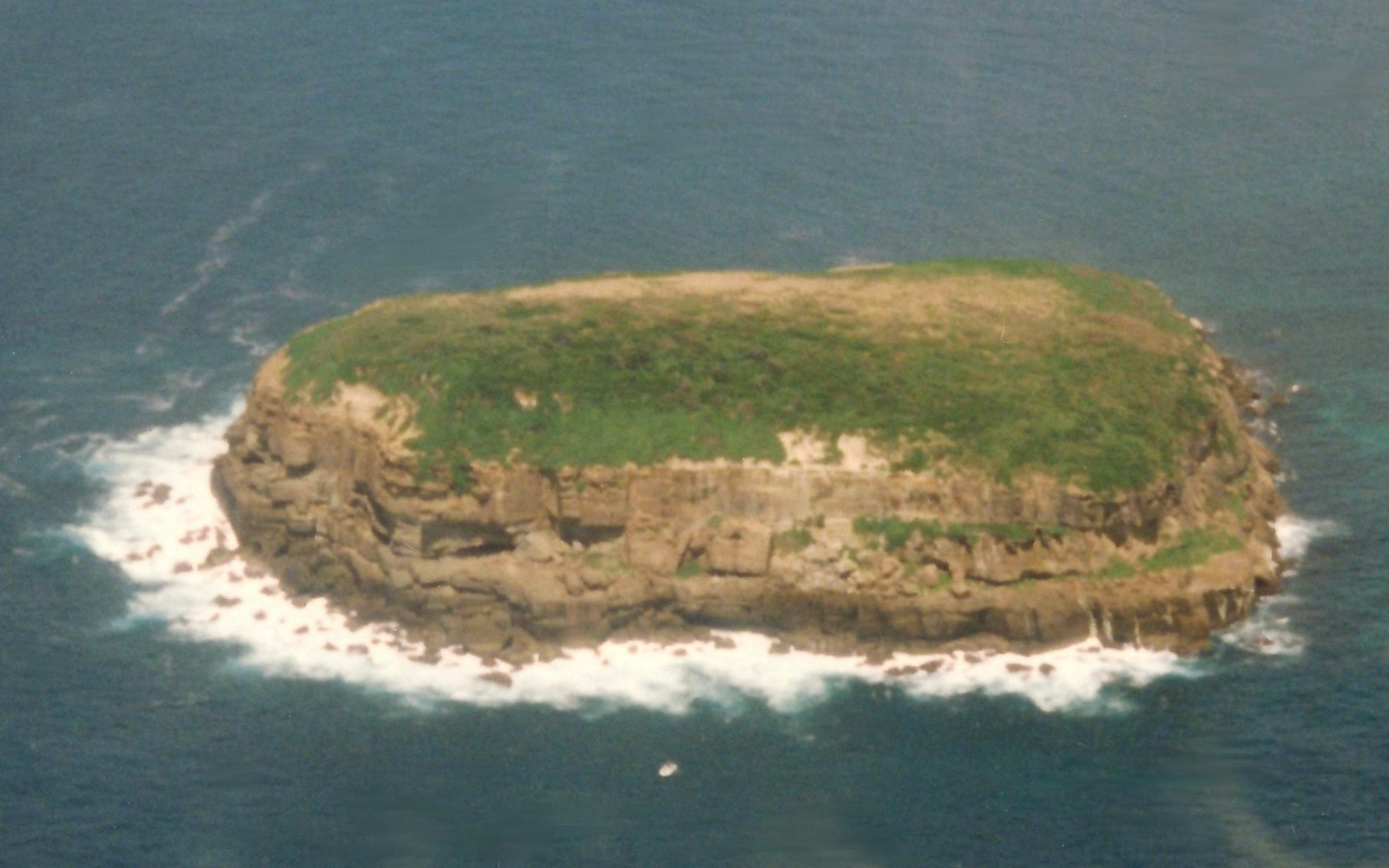
Bird Island, 1996

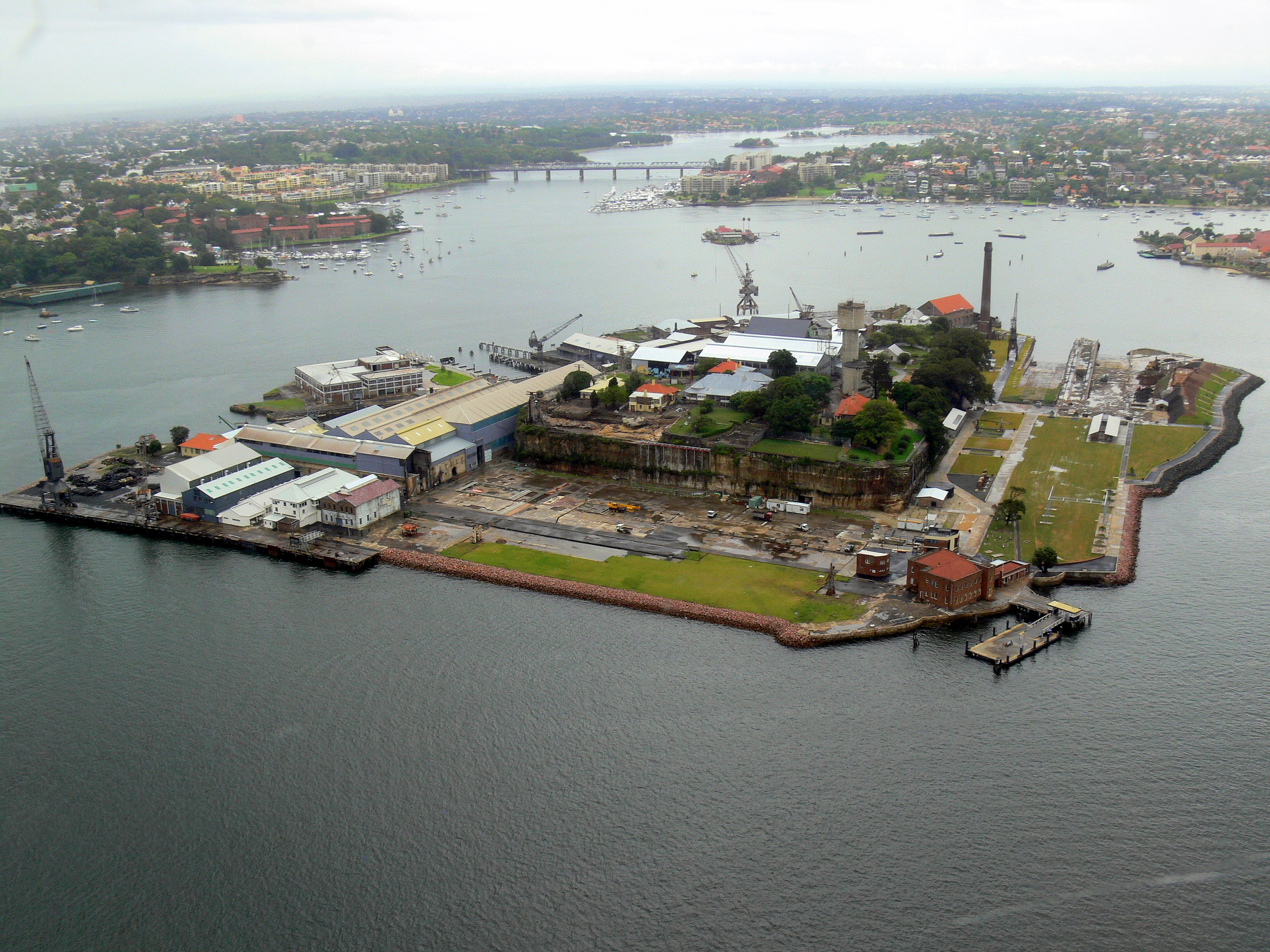
Cockatoo Island, największa wyspa w Zatoce Sydney, 2008

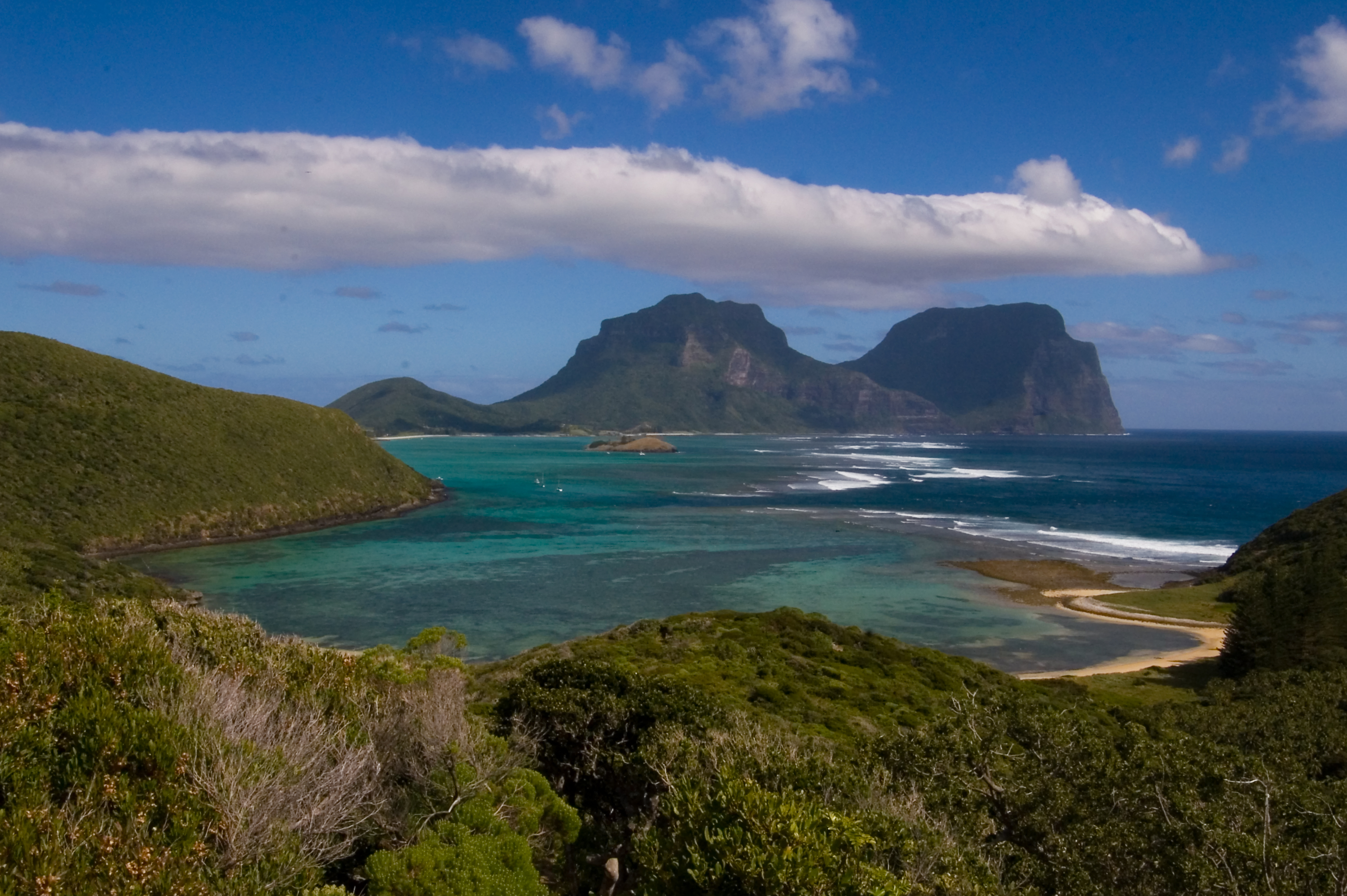
Wyspa Lord Howe, 2006

- Wyspa Fort Denison, znana także jako Pinchgut
- Rezerwat Natury Five Islands
- Garden Island (no longer an island)
- Glebe Island (no longer an island)
- Goat Island, skalista wyspa w Zatoce Sydney
- Goodwood Island
- Green Island
- Harwood Island
- Joass Island
- Lion Island
- Long Island
- Wyspa Lord Howe, mała wyspa na Morzu Tasmana
  - Ball's Pyramid
  - Admiralty Group
- Milson Island
- Montague Island
- Moon Island
- Muttonbird Island
- Oxley Island
- Pinchgut - zobacz Fort Denison
- Pulbah Island
- Rodd Island
- Scotland Island
- Shark Island, w Zatoce Sydney
- Snapper Island, w Zatoce Sydney
- Spectacle Island
- Spectacle Island, w Zatoce Sydney
- Solitary Islands
- Wasp Island
- Wedding Cake Island
- Windang Island
- Woodford Island

## Terytorium Północne
- Wyspa Bathursta
- Bickerton Island
- Wyspy Krokodyle
  - Wyspa Milingimbi
- Croker Island
- East Woody Island
- Elcho Island
- Goulburn Islands
- Groote Eylandt
- Howard Island
- Martjanba Island
- Wyspa Melville’a
- Quail Island
- Sir Edward Pellew Group
- Tiwi Islands
- Vanderlin Island
- Wessel Islands

## Queensland
- Acheron Island
- Agnes Island
- Albino Rock
- Aplin Islet
- Arnold Islets
- Baird Island
- Barber Island
- Barrow Island
- Bedarra Island
- Beesley Island
- Bird Islands
- Bishop Island
- Bootie Island
- Bountiful Islands
- Bowden Island
- Boyne Island
- Brampton Island
- Bribie
- Brisk Island

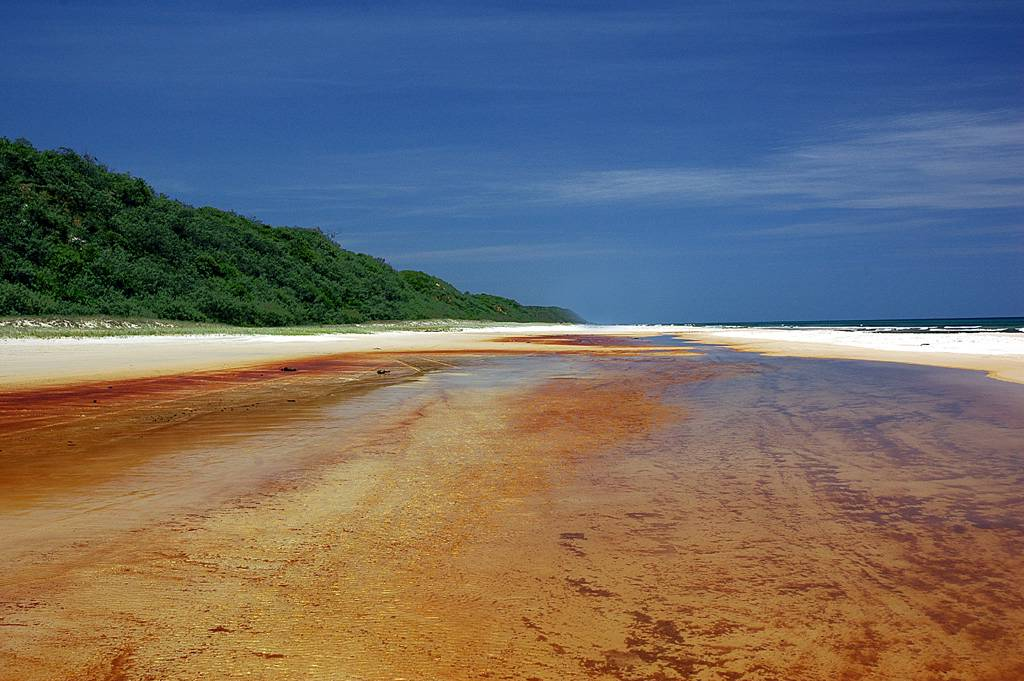
Wielka Wyspa Piaszczysta, 2006

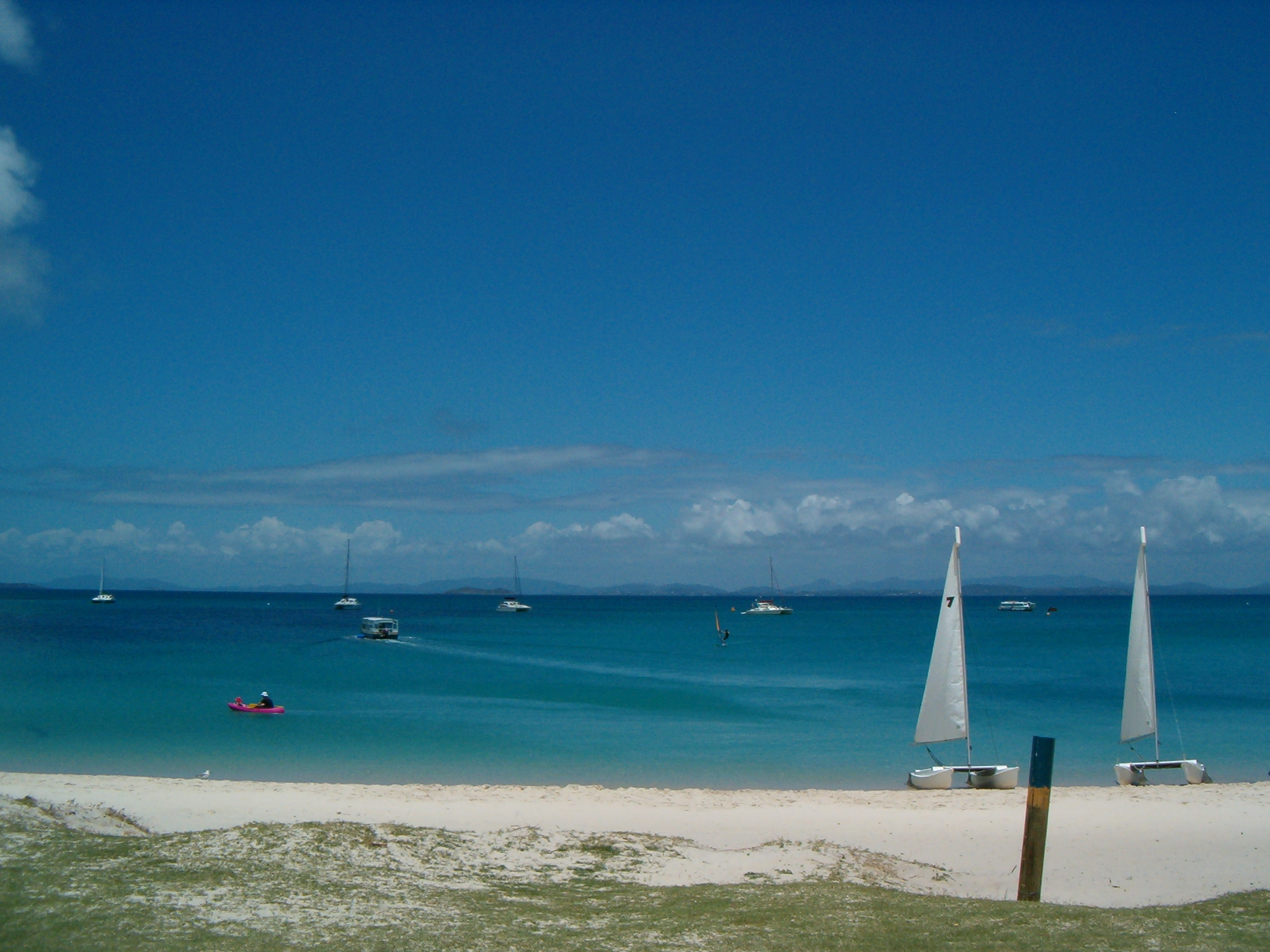
Great Keppel Island, 2007

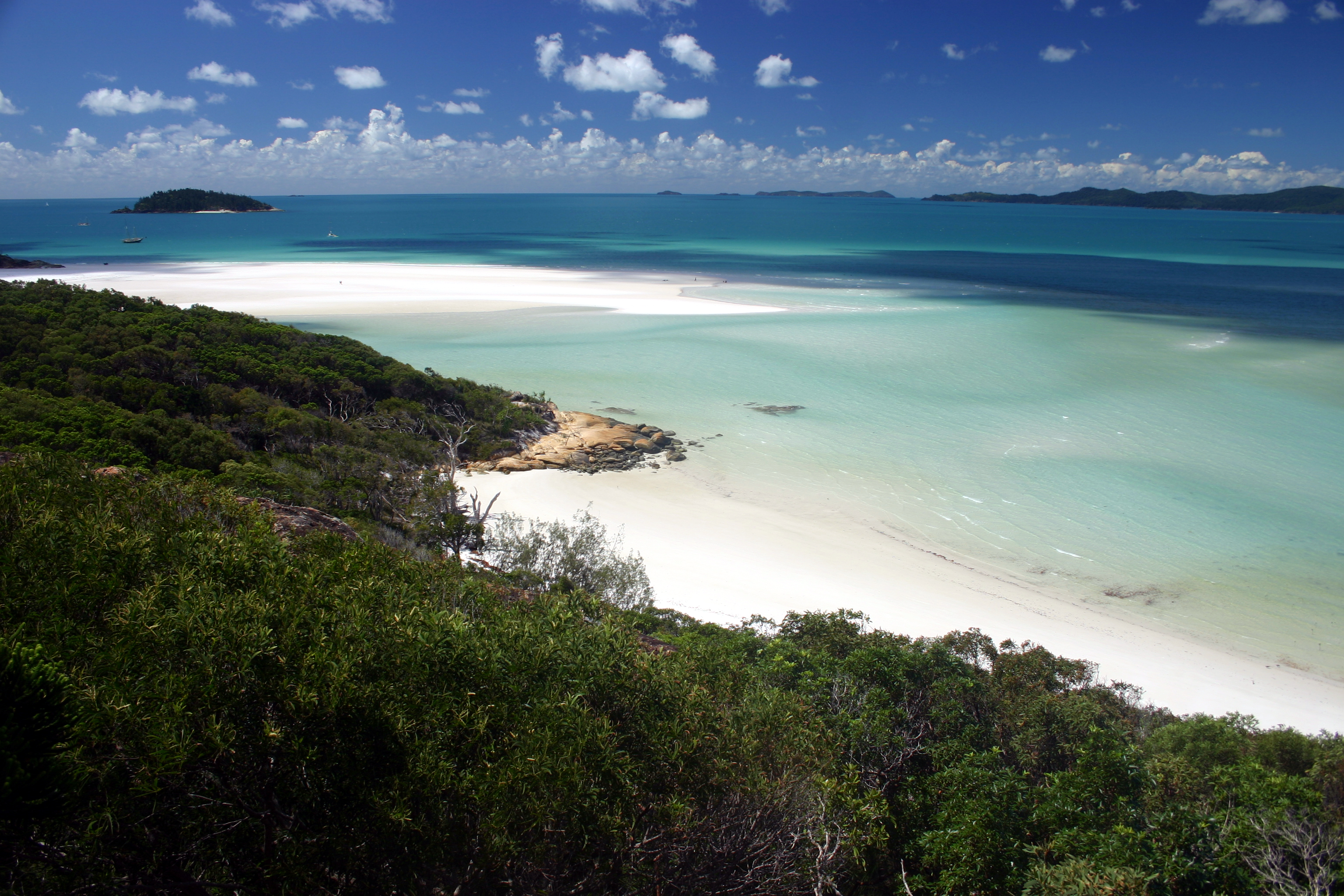
Whitehaven Beach, Whitsunday Island, 2008

- Brook Islands, trzy wyspy: North, Tween i Middle.
- Bourke Isles
- Bushy Island
- Bushy Islet
- Cholmondeley Islet
- Clack Island
- Clerke Island
- Coconut Island
- Coochiemudlo Island
- Crab Island
- Cordelia Rocks
- Coquet Island
- Curacoa Island
- Denham Island
- Douglas Islet
- Duncan Islands
- Dunk Island
- Eagle Island
- Ellis Island
- Ephraim Island
- Esk Island
- Eclipse Island
- Fantome Island
- Falcon Island
- Fisher Island
- Fisherman Island
- Fitzroy Island
- Fly Island
- Frankland Islands
  - Russell Island
- Wielka Wyspa Piaszczysta, największa piaszczysta wyspa na świecie
- Goold Island
- Gore Island
- Great Keppel Island
- Great Palm Island
- Green Island
- Haggerston Island
- Hales Island
- Hannibal Islands
- Harvey Island
- Heron Island
- High Island
- Hinchinbrook Island
- Houghton Island
- Hudson Island
- Jessie Island
- Kangaroo Island
- Kent Island
- King Island
- Kumboola Island
- Lady Elliot Island
- Lady Musgrave Island
- Leggatt Island
- Lindquist Island
- Lizard Island
- Lloyd Island
- Low Island
- Low Wooded Island
- Mabel Island
- Makepeace Island
- Magnetic Island
- Milman Islet
- Moreton Island
- Mornington Island
- Morris Island
- Mudjimba Island
- Murdock Island
- Nigger Head
- Newton Island
- Nob Island
- Noble Island
- Normanby Island
- North Direction Island
- North Stradbroke Island
- Northumberland Islands
- Orpheus Island
- Paddy Island
- Palfrey Island
- Peel Island
- Pelorus Island
- Pentecost Island
- Percy Island
- Perry Island
- Pigeon Island
- Pincushion Island
- Pipon Island
- Wyspa Księcia Walii
- Pumpkin Island
- Raine Island
- Restoration Island
- Rocky Island
- Rocky Point Island
- Rodney Island
- Round Island
- St Helena Island
- Shaw Island
- Sherrard Island
- Sir Charles Hardy Islands
- The Sisters
- Sisters Islands
- Snapper Island
- South Direction Island
- South Stradbroke Island
- Southern Moreton Bay Islands
  - Russell Island
  - Macleay Island
  - Perulpa Island
  - Lamb Island
  - Karragarra Island
- Saibai Island
- Stephens Island
- Struck Island
- Sunday Island
- Sunter Island
- Sweers Island
- Talbot Islands
- Tern Island
- Thomson Islet
- Thorpe Island
- Three Islands
- The Three Sisters
  - Sue Islet
- Wyspy w Cieśninie Torresa
  - Wyspa Thursday
- Trochus Island
- Turtle Group
- Watson Island
- Wellesley Islands
- Wheeler Island
- Whitsunday Islands
  - Daydream Island
  - Dent Island
  - Hamilton Island
  - Hayman Island
  - Hook Island
  - Keswick Island
  - Lindeman Island
  - Long Island
  - South Molle Island
  - Whitsunday Island
- Wilson Island
- Woody Island

## Australia Południowa

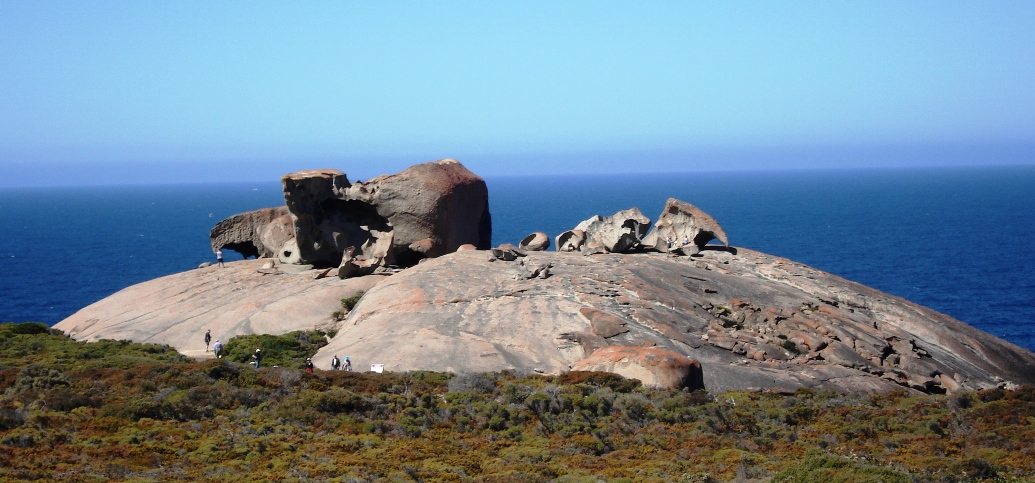
Remarkable Rocks na Wyspie Kangura, 2007

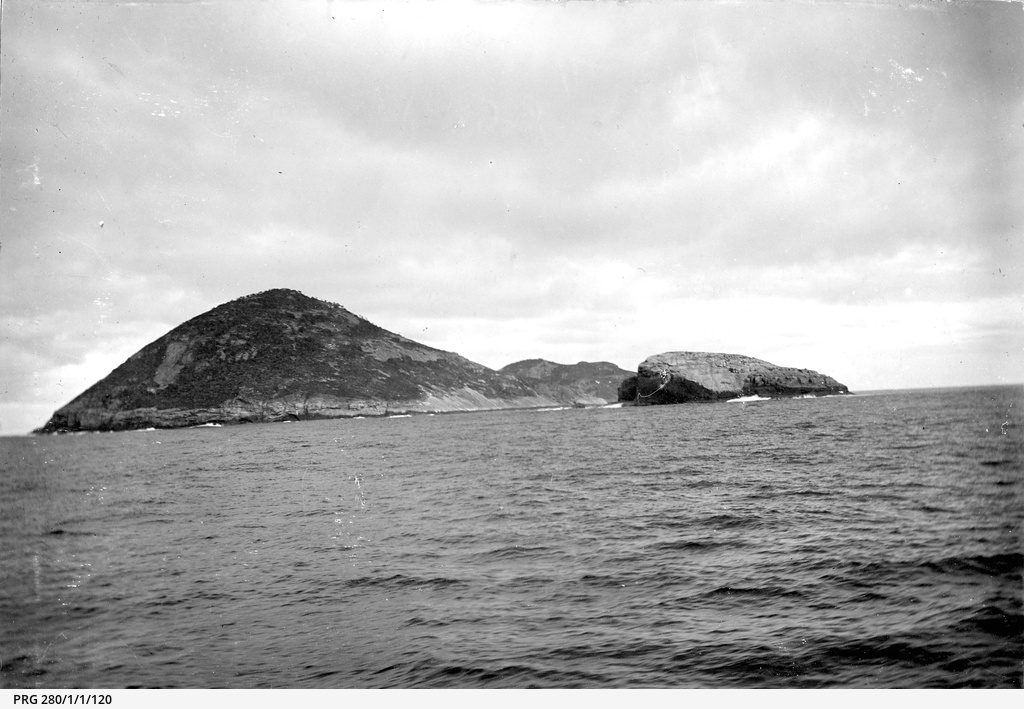
Greenly Island (ok. 1903) (State Library of South Australia PRG 280/1/1/120)

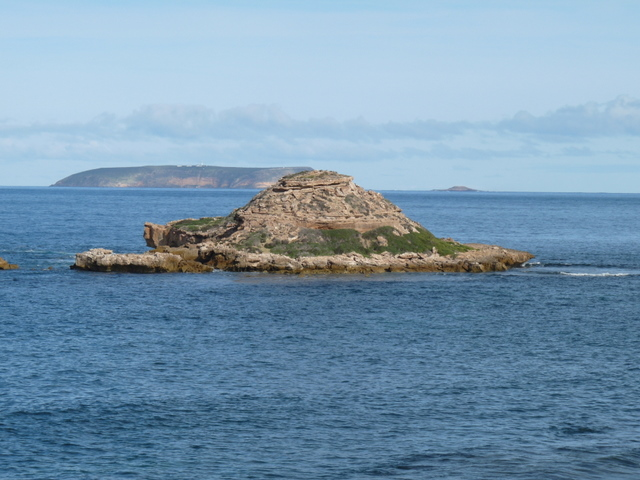
Chinamans Hat Island

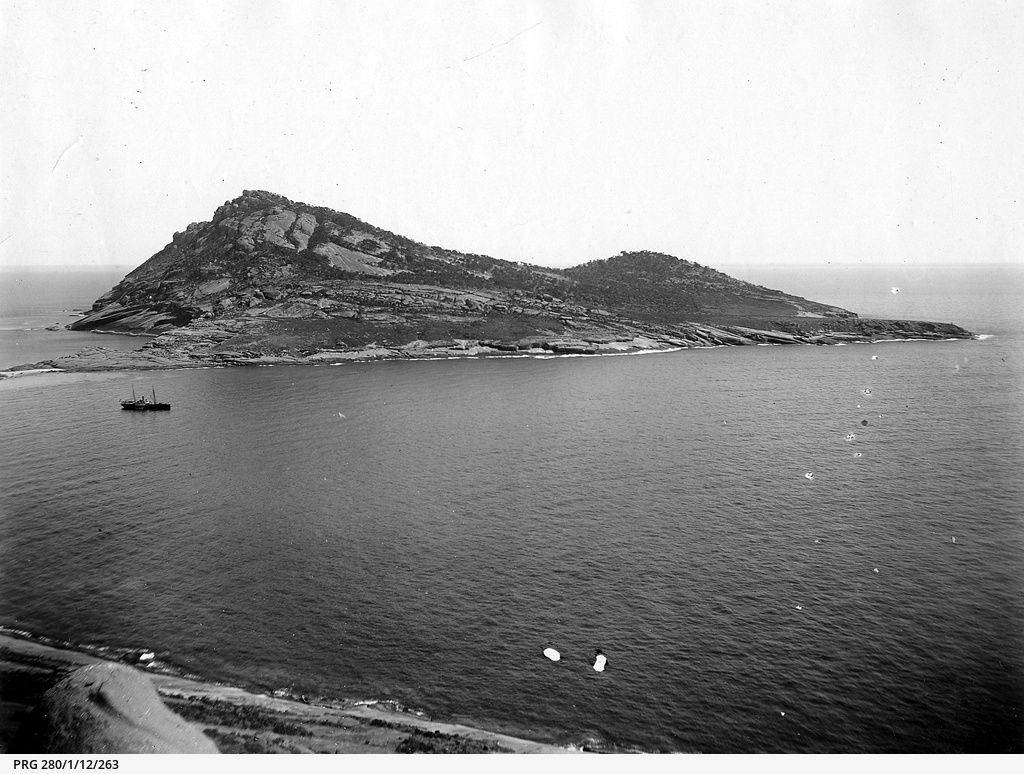
Pearson Island od wschodniej strony (ok. 1914) (State Library of South Australia PRG-280-1-12-263)

### Ocean islands
- Althorpe Islands
  - Haystack Island
  - Seal Island (Investigator Strait)
- Beatrice Islets
- Bicker Isles
- Bird Islands
- Boston Island
- Busby Islet
- Casuarina Islets
- Chinamans Hat Island
- Curlew Island
- Douglas Rock
- Entrance Island
- Gambier Islands
- Garden Island
- Goose Island
- Granite Island
- Grantham Island
- Greenly Island
- Grindal Island
- Investigator Group
  - Flinders Island
  - Pearson Isles
    - Dorothee Island
    - Pearson Island
    - Veteran Isles

  - Topgallant Islands
  - Waldegrave Islands
  - Ward Islands
- Jones Island
- Kangaroo Island, trzecia pod względem wielkości wyspa Australii
- Liguanea Island
- Lipson Island
- Louth Island
- Neptune Islands
- Nicolas Baudin Island
- Nobby Islet
- Nuyts Archipelago
  - St Francis Island
  - St Peter Island
  - Smooth Island
- Middle Island
- Owen Island
- Paisley Islet
- Pelorus Islet
- Pullen Island
- Rabbit Island, Coffin Bay
- Rabbit Island, Louth Bay
- Rabbit Islet, Pelican Lagoon
- Royston Island
- St Francis Island
- St Peter Island
- Shag Island
- Sir Joseph Banks Group
  - Blyth Island
  - Boucaut Island
  - Dalby Island
  - Dangerous Reef
  - Duffield Island
  - English Island
  - Hareby Island
  - Kirkby Island
  - Langton Island
  - Lusby Island
  - Marum Island
  - Partney Island
  - Reevesby Island
  - Roxby Island
  - Seal Rock
  - Sibsey Island
  - Spilsby Island
  - Stickney Island
  - Winceby Island
- Seal Island (Encounter Bay)
- South Island
- Taylor Island
- Thistle Island
- Torrens Island
- Troubridge Island
- Tumby Island
- Wardang Island
- Wedge Island
- Weeroona Island
- West Island
- Wright Island

### Wyspy na rzeceMurray
- Hindmarsh Island
- Pomanda Island
- Rabbit Island, Coorong

## Tasmania

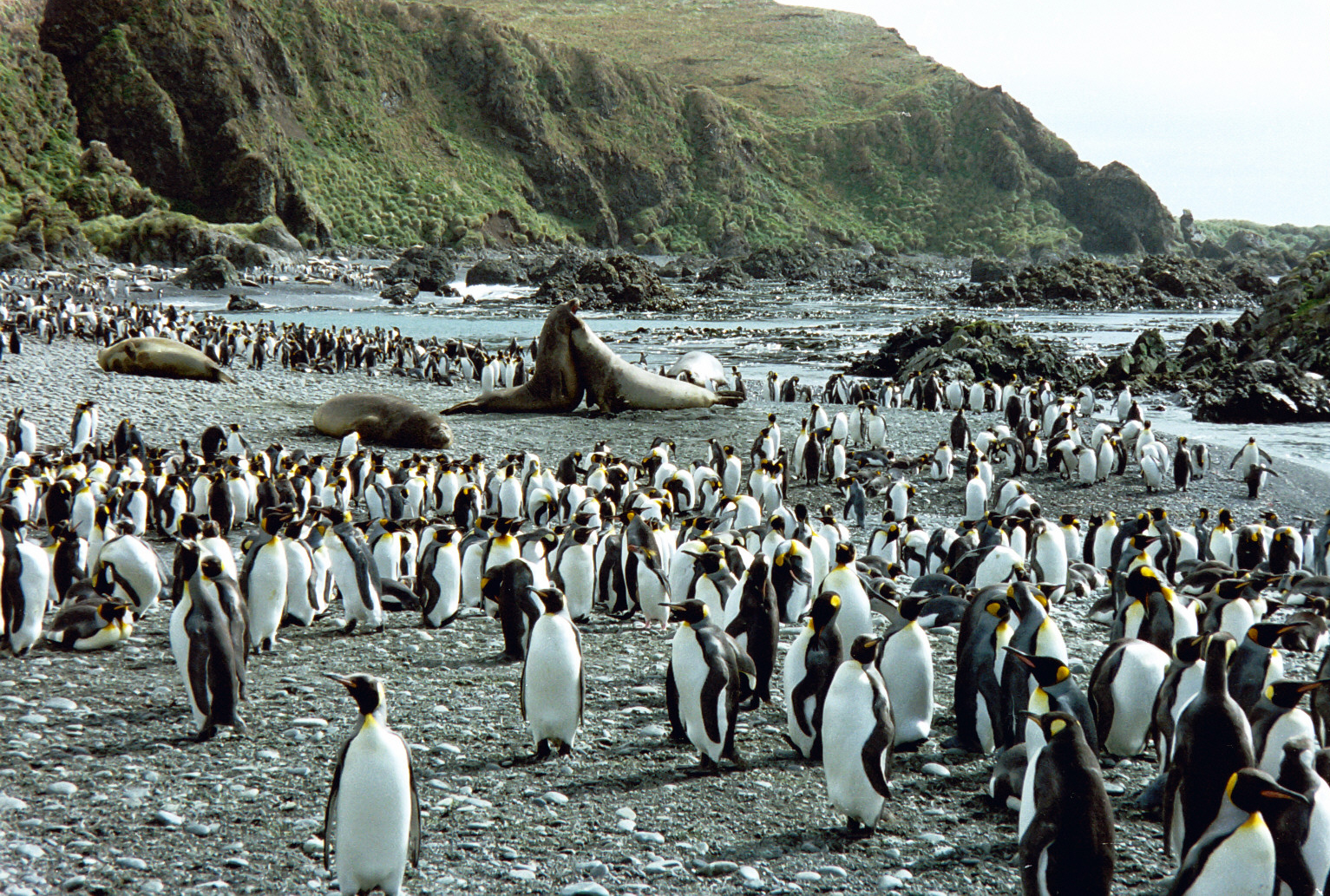
Macquarie Island

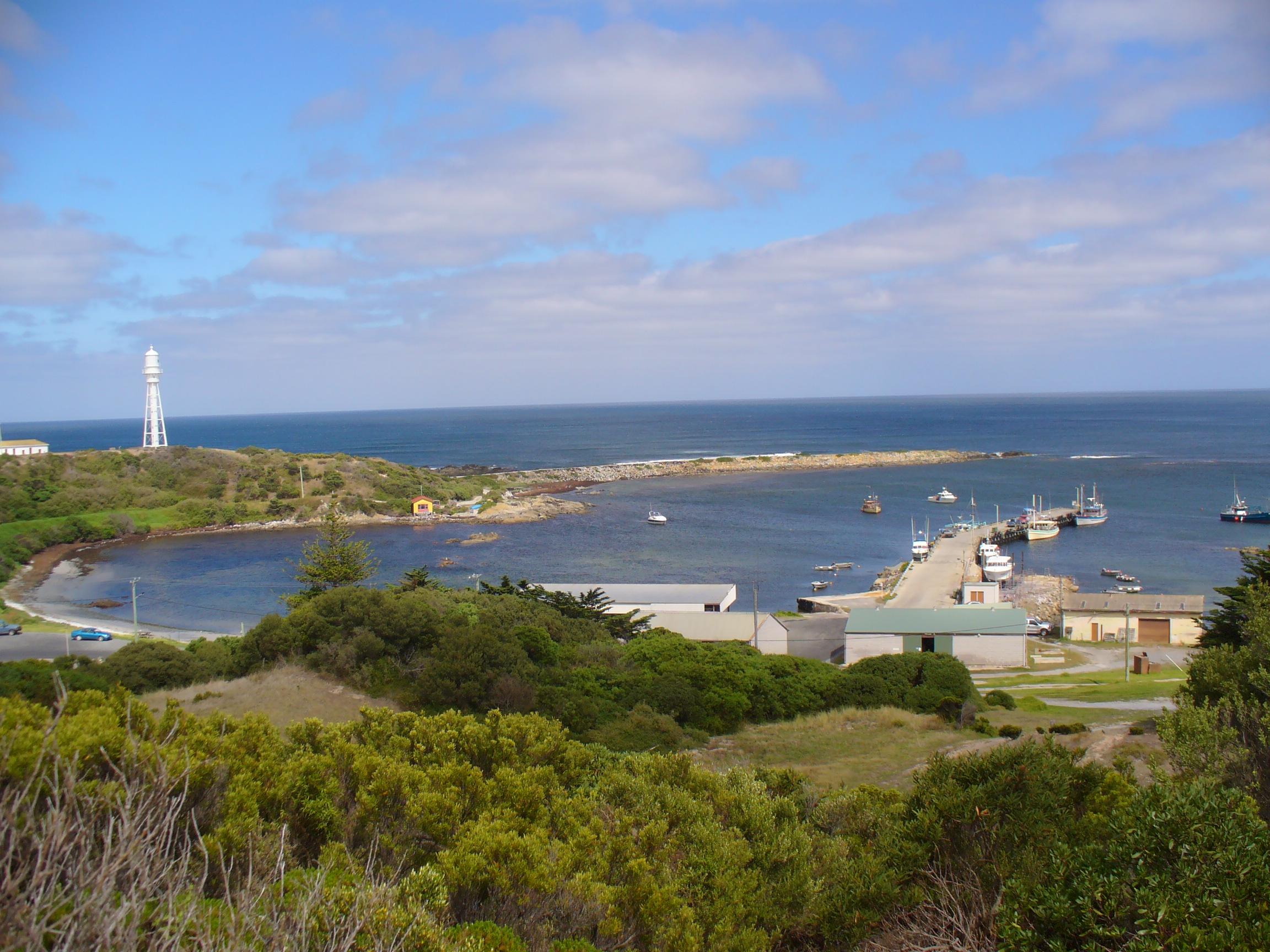
King Island, 2007

- Bruny Island
- Friars
- Furneaux Island Group
  - Anderson Island
  - Babel Island
  - Badger Island
  - Big Green Island
  - Cape Barren Island
  - Clarke Island
  - East Kangaroo Island
  - Wyspa Flindersa
  - Goose Island
  - Great Dog Island
  - Long Island
  - Mount Chappell Island
- Hippolyte Rocks
- Hogan Island
- Hunter Island Group
  - Hunter Island
  - Robbins Island
  - Three Hummock Island
- Kent Island Group
  - Deal Island
  - Dover Island
  - Erith Island
- King Island
- Maatsuyker Islands Group
  - Chicken Island
  - De Witt Island
  - Maatsuyker Island
- Macquarie Island
- Maria Island
  - Ile du Nord
- New Year Island
- Partridge Island
- Robbins Island
  - Walker Island (northwest)
- Rodondo Island
- Schouten Island
- Sloping Island Group
  - Sloping Island
- Wyspa Tasmana
- Waterhouse Island Group
  - Swan Island
  - Waterhouse Island
- Wyspa Vansittart

## Wiktoria

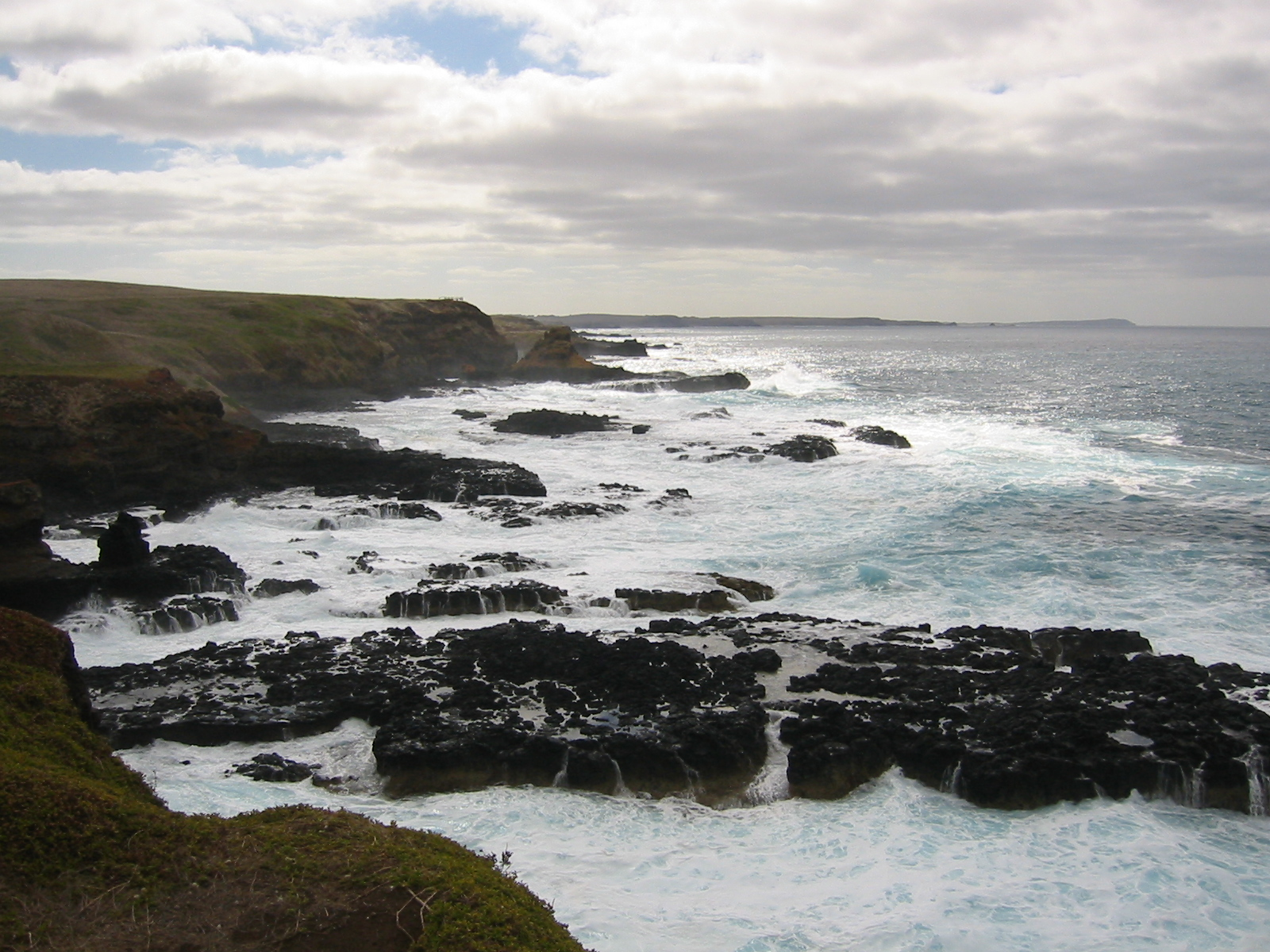
Phillip Island, 2003

- Anser Island
- Barrallier Island
- Bennison Island
- Chinaman Island
- Churchill Island
- Corner Island
- Duck Island
- Elizabeth Island
- French Island
- Gabo Island
- Griffiths Island
- Joe Island
- Kanowna Island
- Lady Julia Percy Island
- Mud Islands
- Norman Island
- Phillip Island
- Raymond Island
- Rotamah Island
- Sandstone Island
- Shellback Island
- Snake Island
- Sunday Island
- Swan Island
- Tullaberga Island
- Mangrove Islet

### River islands
- Beveridge Island
- Coode Island
- Gunbower Island
- Herring Island
- Jordans Island
- Pental Island

## Australia Zachodnia

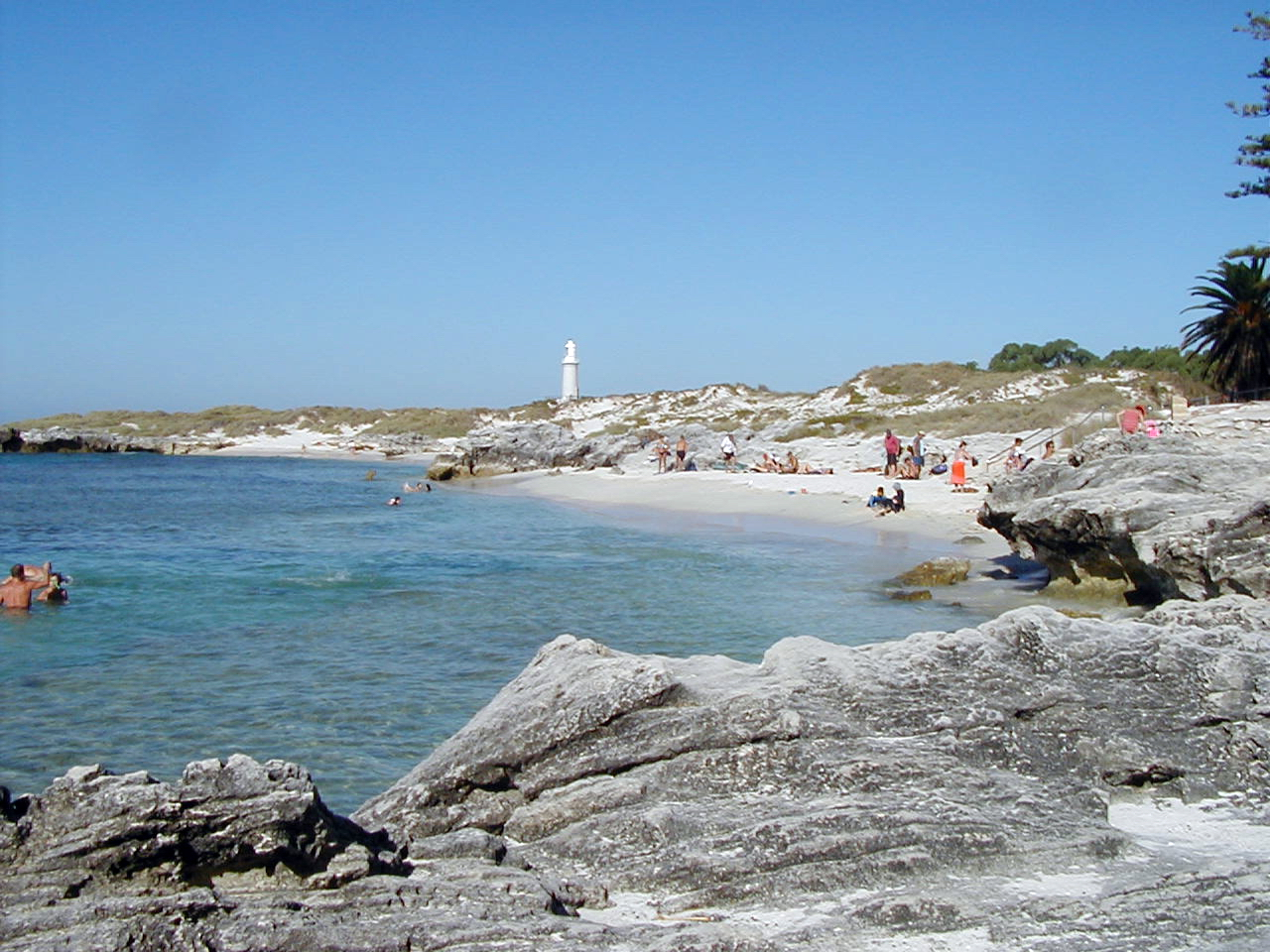
Wyspa Rottnest, 2003

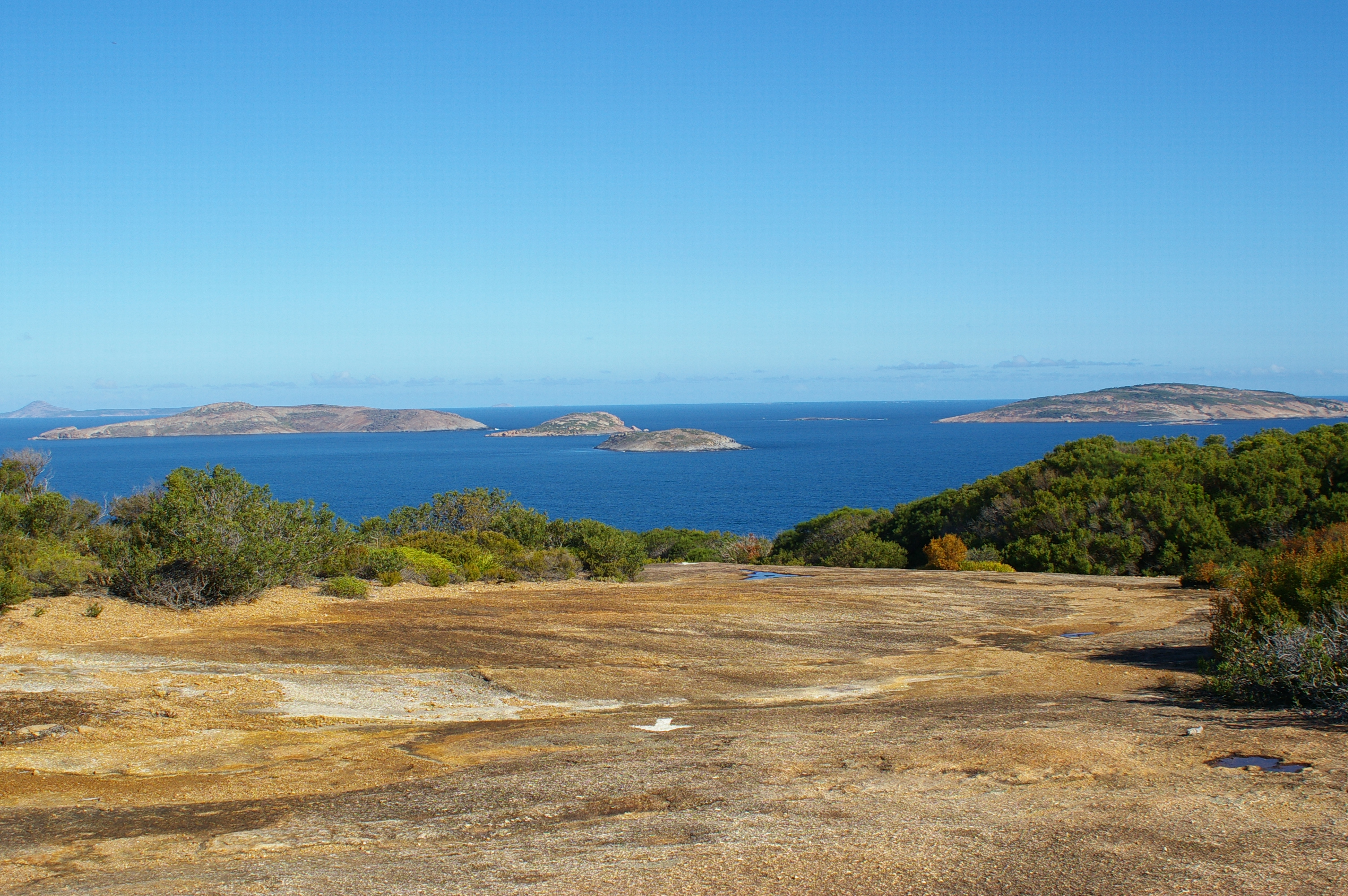
Widok na Archipelag Recherche z Dempster Head

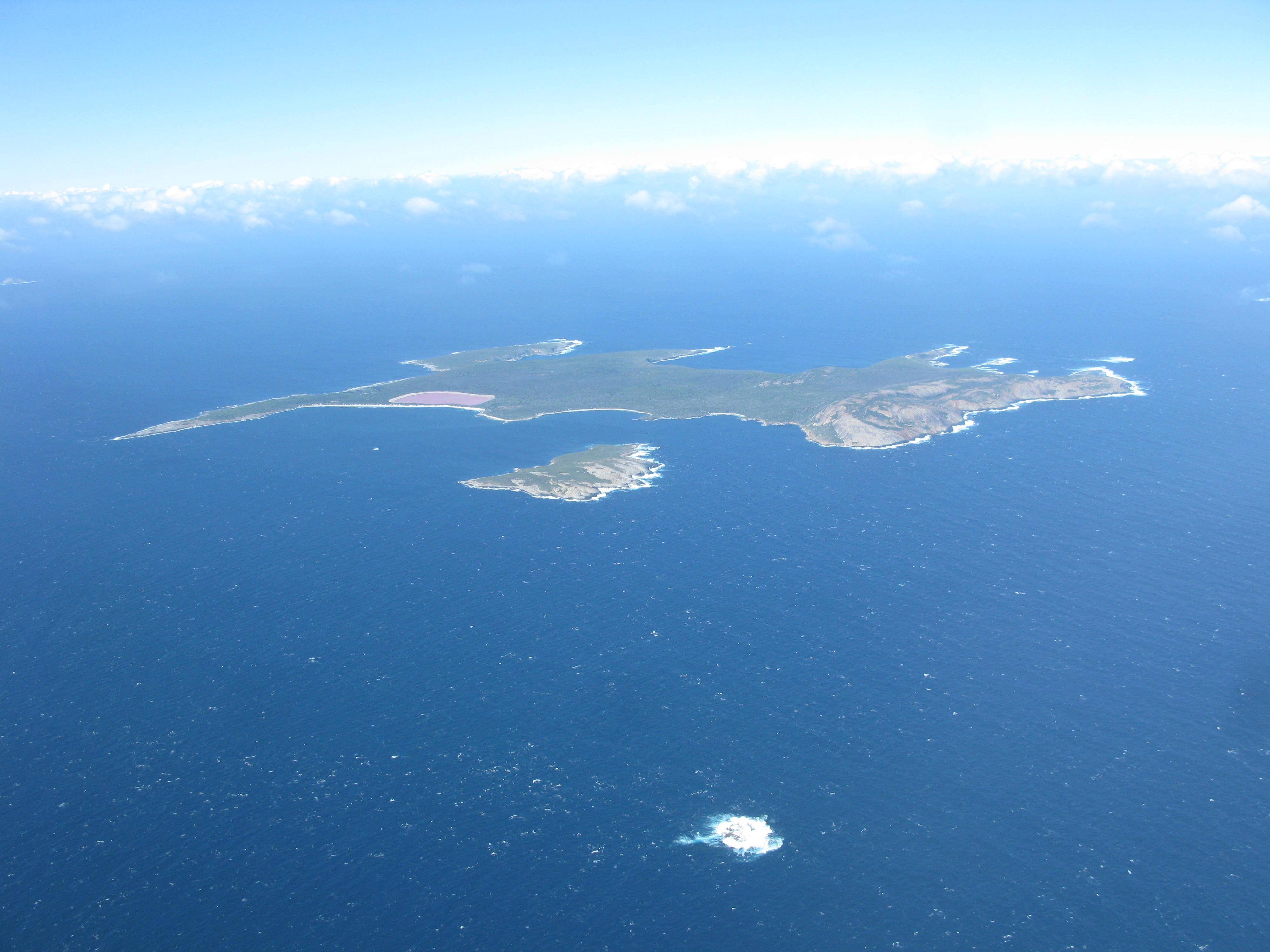
Middle Island, Recherche Archipelago 2011

Poniżej wymienione są tylko najważniejsze wyspy oraz grupy wysp.
- Ashmore Reef
- Wyspa Barrowa
- Bonaparte Archipelago
  - Augustus Island
- Buccaneer Archipelago
  - Cockatoo Island
- Cape Leeuwin Islands
- Carnac Island
- Carronade Island
- Archipelag Dampiera
- Dirk Hartog Island
- Garden Island
- Houtman Abrolhos
  - Easter Group
  - Pelsaert Group
  - Wallabi Group
- Lacepede Islands
- Lowendal Islands
- Mary Anne Group
- Montebello Islands
- Recherché Archipelago
- Rottnest
- Rowley Shoals
- Scott and Seringapatam Reefs
- Shark Bay islands
- Wedge Island

## Terytoria Australii

### Terytorium Jervis Bay
- Bowen Island

### Australijskie Terytorium Stołeczne
- Aspen Island
- Pine Island
- Spinnaker Island
- Springbank Island

## Terytoria zależne
- Wyspy Ashmore i Cartiera

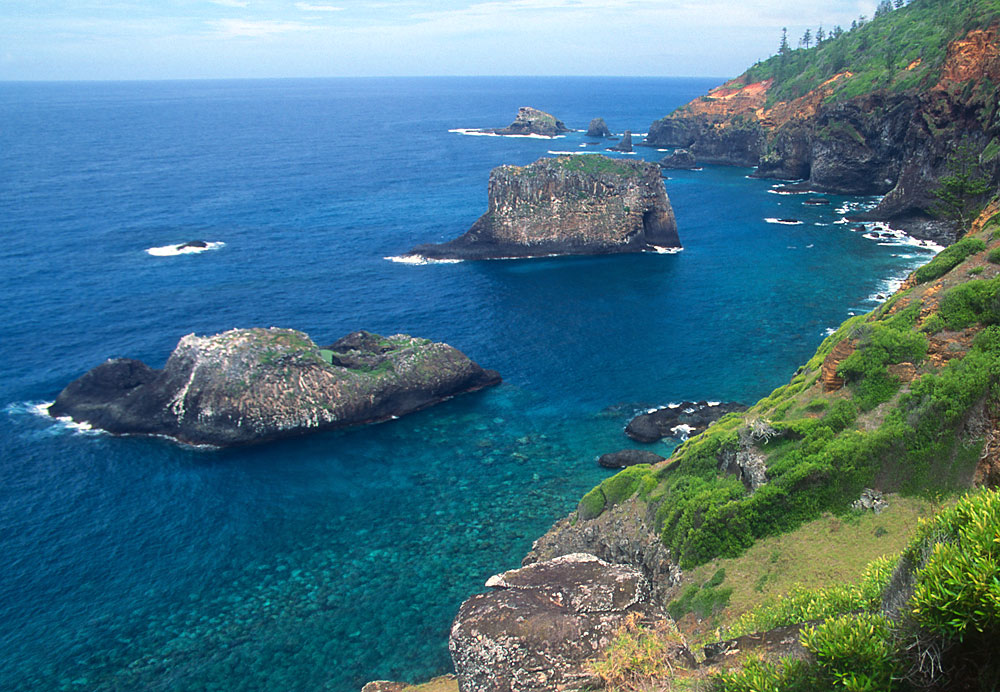
Norfolk Island, 2007

- Australijskie Terytorium Antarktyczne
  - Achernar Island
  - Masson Island
  - Hawker Island
  - Frazier Islands
  - Giganteus Island
- Wyspa Bożego Narodzenia
- Wyspy Kokosowe
  - Horsburgh Island
  - Home Island
  - North Keeling Island
  - West Island
- Wyspy Morza Koralowego
  - Cato Island
  - Elizabeth Reef
  - Middleton Reef
  - Willis Island
- Wyspy Heard i McDonalda
- Norfolk Island
  - Nepean Island
  - Phillip Island (Norfolk)